# Juan de Fuica
Juan de Fuica de Huerta (c. 1655-c. 1735) fue un filósofo, profesor y fraile franciscano chileno.

## Biografía
No se sabe con precisión la fecha de su nacimiento, pero se estima que fue entre 1655 y 1660. Hijo de Gabriel de Fuica y María de Huerta, Juan de Fuica de Huerta descendia de una familia noble y cristiana, relacionada estrechamente con el desarrollo de la ciudad de La Serena. Fue bisnieto de Francisco de Aguirre, explorador y conquistador español quien llegó a Chile en 1540 junto a Pedro de Valdivia, junto a quien fundó las ciudades de Santiago de Chile (1541) y La Serena (1549).
Fue declarado Predicador en 1683. En 1685, fue instituido Confesor y designado Lector de regla y Maestro de estudiantes de Artes en el Convento de Nuestra Señora del Socorro de Santiago de Chile, hasta 1687. Durante 1688 enseñó en el Colegio San Diego de Alcalá el curso de Physica, pero no fue sino hasta junio de 1689 que fue designado oficialmente como Lector de Artes. Ese mismo año, sería designado también como Lector de Moral y Maestro de estudiantes teólogos. Años más tarde se trasladaría a Penco. Allí, en junio de 1691, fue designado Lector de Nona y Maestro de estudiantes en el convento de dicha ciudad. Entre 1693 y 1694, sería declarado además como Lector de Moral, Predicador mayor y Rector de la Tercera Orden y Predicador de precedencia. 
Volvería a Santiago, y en 1697, se desempeñaría como Lector Vespertino-Moral en el Colegio San Diego de Alcalá. Dos años más tarde, asumiría también los cargos de Definidor e instituido Lector Vespertino-Regla y Lector de Mística. En marzo de 1707, Juan de Fuica fue declarado Lector Jubilado. Volvería a Penco en 1710, pues tras la renuncia de su titular, fue nombrado Guardián del Convento de la Purísima Concepción.
Se mantendría en el oficio de Definidor hasta octubre de 1715. Un mes más tarde, regresa a La Serena, donde es nombrado Guardián del Convento Nuestra Señora de la Buena Esperanza, cargo al que renunciaría en diciembre de 1718, aunque lo más probable, según los registris, es que su renuncia no fuera aceptada por sus superiores, pues se mantuvo desempeñando dicho cargo hasta 1721. Los siguientes doce años, entre 1721 y 1733, se desempeñó como Examinador de predicadores, confesores y audientium y, paralelamente, entre octubre de 1724 y 1726, fue el Guardián y Rector del Colegio San Diego de Alcalá. El 20 de febrero de 1728 fue nombrado presidente de una comisión encargada de redactar las leyes particulares del Colegio, lo que probablemente haya decantado en las segundas Constituciones de 1732 del Colegio San Diego de Alcalá. Entre los años 1728 y 1729, el fraile se desempeñó en el importante cargo de Cronologus Provinciae. El rastro de Juan de Fuica se pierde durante la tercera década del siglo XVIII. Se presume que haya muerto cerca de 1735.

## Importancia de cara a la orden franciscana
Juan de Fuica tuvo una gran relevancia dentro de la Orden Franciscana, desempeñando durante más de cincuenta años distintos cargos de suma importancia para la provincia chilena y moviéndos entre distintos emplazamientos de la orden, realizando en cada uno diferentes funciones. Fue un personaje importantísimo en la historia del Colegio San Diego de Alcalá, donde ejerció como Profesor, Guardián y Rector, e incluso participó en la gestación de las que llegaron a ser las nuevas Constituciones de 1732.

## Representante del escotismo en Chile
Con las dos obras que de él nos sobreviven, es posible enmarcar a Juan de Fuica dentro de la tradición escotista en Chile, donde comparte posición con importantes intelectuales franciscanos como Gregorio Farías, autor de Escotida, o Vida del Doctor Sutil Escoto, en verso heroico, y Pedro Cabezudo, autor de Virtute Patientiae.
Entre 1687 and 1689, Juan de Fuica dio un curso completo de filosofía, objetivado en su manuscrito Commentaria phylosophica ad mentem Doctoris Subtilissimi Patris Fratris Joannis Duns Scoti Sacratissimi Ordinis Minorum et Theologorum Principis. Respecto de él se ha dicho que

[...] Fuica muestra que el objeto de la metafísica, es decir, el concepto objetivo del "ser real en común" (ens reale in communi), puede recibir una "definición esencialmente relativa" (definitio essentialiter relativa), en la que se encuentra el aspecto de la "no repugnancia" o "no contradictoriedad", que es efectivamente común al ser real y al ser de razón. Fuica realiza así una aportación original a la comprensión del alcance de la metafísica y su conexión con los objetos mentales y la mente humana en sentido amplio.
Roberto Hofmeister Pich

Además de Escoto, se aprecia en su obra un fuerte influjo filosófico de autores prominentes de la Escuela de Salamanca como Luis de Molina, Francisco Suárez o Gabriel Vázquez.
Por otra parte, en su Commentaria in tres libros De anima ad mentem nostri Subtilis Doctoris Duns Scoti, Theologorum Principis, vemos un curso completo de animástica, ofrecido durante las clases que el fraile dio en el Colegio San Diego de Alcalá en 1689. Respecto de él podemos decir que esta centrado en ofrecer una psicología racional:

Los Comentarios Acerca del alma presentan un marcado interés por la psicología racional, lo que es en general una característica de la enseñanza escolástica. En ellos, el fraile expone y estudia los temas que son ya clásicos desde Aristóteles: la esencia y las potencias del alma en general y en particular, los actos y los objetos, los senti-dos externos e internos, la espiritualidad e inmortalidad del alma, y la naturaleza del conocimiento y del intelecto.
Abel Aravena Zamora

## Obras
- Commentaria phylosophica ad mentem Doctoris Subtilissimi Patris Fratris Joannis Duns Scoti Sacratissimi Ordinis Minorum et Theologorum Principis. Santiago de Chile, 1687, 297 ff. 592p., Archivo Histórico Franciscano, copia original, Ms.
- Commentaria in tres libros De anima ad mentem nostri Subtilis Doctoris Duns Scoti, Theologorum Principis. Santiago de Chile, 1689, ff. 274r-297v, 48p, Archivo Histórico Franciscano, original, Ms.

## Traducciones al español
- Zamora, Abel Aravena (15 de mayo de 2019). Comentarios “Acerca del alma” según la doctrina del Doctor Sutil Duns Escoto, por fray Juan de Fuica (1689). Editorial Pontificia Universidad Javeriana. ISBN 978-958-781-448-4.